# Xã Fenton, Quận Murray, Minnesota
Xã Fenton (tiếng Anh: Fenton Township) là một xã thuộc quận Murray, tiểu bang Minnesota, Hoa Kỳ. Năm 2010, dân số của xã này là 177 người.